# Ocrepeira fiebrigi
Ocrepeira fiebrigi är en spindelart som först beskrevs av Dahl 1906.  Ocrepeira fiebrigi ingår i släktet Ocrepeira och familjen hjulspindlar. Inga underarter finns listade i Catalogue of Life.